# Фрасино
Фра̀сино (на италиански: Frassino; на пиемонтски: Frasso, Фрасо, на окситански: Fraise, Фрайзе) е село и община в Северна Италия, провинция Кунео, регион Пиемонт. Разположено е на 750 m надморска височина. Населението на общината е 291 души (към 2010 г.).